# Pieter De Graeve
Pieter De Graeve (Brugge, 1979) is een Vlaams scenarist en regisseur. 

## Carrière
Pieter De Graeve volgde een opleiding aan het Rits in Brussel.
Hij schreef en regisseerde 2 korte films: 'A Piece of Cake' (2003) en 'Missing the Boat' (2008)
De Graeve schreef reeds scenario's voor volgende reeksen:
- Witse (2008-2012)
- Vermist (serie) (2010-2012)
- Dubbelleven (2010)
- Rang 1 (2011)
- Eigen kweek (2013)
- De Bunker (2015-2016)
- Undercover (2021)